# Rinus Langkruis

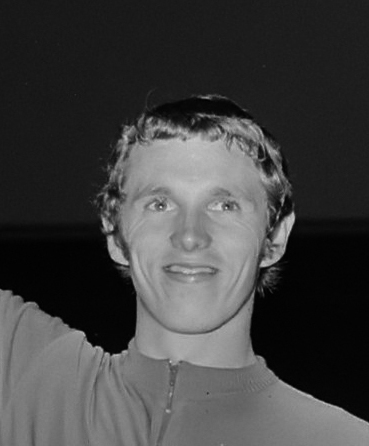
Rinus Langkruis (1972)

Rinus „Rini“ Langkruis (* 13. Oktober 1950 in Rotterdam) ist ein ehemaliger niederländischer Radrennfahrer und nationaler Meister im Radsport.

## Sportliche Laufbahn
Langkruis war Bahnradsportler. Einen ersten bedeutenden internationalen Erfolg hatte Langkruis 1972 mit dem Sieg in der traditionsreichen Champion of Champions Trophy auf der Radrennbahn von Herne Hill in London. 1973 gewann er die nationale Meisterschaft im Tandemrennen mit Herman Ponsteen als Partner. 1974 verteidigte er diesen Titel mit Laurens Veldt. Beide gewann auch 1976 die Tandemmeisterschaft.
Vize-Meister wurde Langkruis 1970 gemeinsam mit Wim Koopman und 1972 mit Ad Dekkers. Im 1000-Meter-Zeitfahren holte er bei den nationalen Titelkämpfen 1973 und 1974 Silber hinter Ponsteen. Im Sprint wurde er 1975 Vize-Meister.
Bei den Bahnradsport-Weltmeisterschaften 1974 kam er mit Veldt als Partner auf den 4. Platz im Tandemrennen.